# Watanabe Hidemaro
Watanabe Hidemaro (24 tháng 9 năm 1924 – 12 tháng 10 năm 2011) là một cầu thủ bóng đá người Nhật Bản.

## Đội tuyển bóng đá quốc gia Nhật Bản
Watanabe Hidemaro thi đấu cho Nhật Bản từ năm 1954.

## Thống kê sự nghiệp
| Đội tuyển bóng đá Nhật Bản | Đội tuyển bóng đá Nhật Bản | Đội tuyển bóng đá Nhật Bản |
| Năm                        | Trận                       | Bàn                        |
| -------------------------- | -------------------------- | -------------------------- |
| 1954                       | 2                          | 0                          |
| Tổng cộng                  | 2                          | 0                          |